# Ubuntu One
Ubuntu One foi um serviço de login unificado e aberto, operado pela Canonical Ltd. Até abril de 2014, operava também um serviço de armazenamento nas nuvens.
O serviço permitia aos usuários armazenar arquivos online e sincronizá-los entre computadores e dispositivos móveis, bem como transmitir áudio e música a partir de nuvem para dispositivos móveis. Em 02 de abril de 2014, a Canonical anunciou a desativação do serviço, no dia 01 de junho de 2014. O serviço foi oficialmente desativado no dia 31 de julho de 2014.

## Características
Ubuntu One possuía uma aplicação cliente que rodava no Ubuntu 9.04 e posterior ou Windows XP ou mais recente. Existia um aplicativo de música Ubuntu One para dispositivos iOS e computadores Mac OS X.
O Ubuntu One era semelhante aos serviços como SpiderOak , Dropbox , Box.net , Mozy , Wuala , Amazon Cloud Jogador , o Google Music , Humyo , iDisk , Jungle Disk e Live Mesh . Seu código de cliente foi escrito em Python . Ele usava o framework Twisted para sua rede de baixo nível e Protocol Buffers para descrição de protocolo. Os dados eram sincronizados através de um protocolo personalizado chamado "u1storage", e armazenado no Amazon S3.
Ubuntu One oferecia upload automático de fotos tiradas a partir de dispositivos móveis Android para a sincronização de imediato através de computadores, a integração com o Mozilla Thunderbird para contatos e com Tomboy para notas, devido ao acesso ao local e instância do CouchDB.  Ele também tinha recursos para edição de contatos Tomboy on-line através da interface Web Ubuntu One; contatos sincronização com dispositivos móveis e compra de DRM -free música enquanto sincronizando-os automaticamente com uma conta Ubuntu One Music Store através do Ubuntu One (em parceria com a 7digital).
Ubuntu One publicava APIs para desenvolvedores que desejavam criar aplicações com arquivos e sincronização de dados ou transmissão de música.

## Recepção
O Ubuntu One App tem um 4,5 estrelas (de 5) Classificação na App Store (iOS), um 4,5 estrelas (de 5) Classificação na Chrome Web Store, e 4,3 estrelas (de 5) no Google Play.
Ubuntu One tem sido criticada dentro da comunidade Ubuntu para seu software de servidor que está sendo patenteado.
Ainda não existe uma integração cliente nativo para o Kubuntu variante do sistema operacional Ubuntu (desde Janeiro de 2012). A integração com o Kubuntu estava em desenvolvimento e também recebeu uma bolsa do Google Summer of Code 2010.
Outras críticas diz respeito à parcela da receita claro que será concedido para a comunidade. O Amarok equipe de desenvolvimento anunciou que não irá adicionar suporte para o Ubuntu One Music Store para o media player Amarok para o momento, ao contrário o Magnatune mídia loja, que devolve 10% da receita produzida através da interface para Amarok.
Notavelmente, o Ubuntu One como uma lei subjacente serviço europeu e não pode, portanto, tornar-se sujeito a reivindicações legais dos EUA no Âmbito do Patriot Act.

## Encerramento do Serviço
No dia 2 de abril de 2014 foi anunciado no blog da Canonical que o serviço de armazenamento em Nuvem estaria encerrando suas atividades. Dentre os motivos descritos, estava o alto custo e baixo retorno. Na mesma época foi anunciado uma data limite para que os usuários pudessem fazer o download de seus arquivos, que seriam apagados após tal data.
O Serviço foi totalmente encerrado no dia 31 de Julho de 2014 e todos os arquivos mantidos nos servidores foram permanentemente apagados.